# Can't Help Thinking About Me
Can't Help Thinking About Me è un brano musicale scritto dall'artista inglese David Bowie e pubblicato come 45 giri il 14 gennaio 1966 insieme ai Lower Third, gruppo in cui militava in quel periodo.
Il singolo fu il primo inciso da Bowie con il suo nome d'arte e il primo uscito anche negli Stati Uniti.

## Tracce
1. Can't Help Thinking About Me (Bowie) - 2:47
2. And I Say to Myself (Bowie) - 2:29

## Formazione
- David Bowie - voce, chitarra, sassofono
- Denis "T-Cup" Taylor - chitarra
- Graham "Death" Rivens - basso
- Phil Lancaster - batteria

## Il brano
Ralph Horton non si dimostrò l'acquisto migliore dei Lower Third in quanto ad abilità e capacità finanziarie tanto che fu lui stesso, consapevole dei propri limiti, a contattare Kenneth Pitt, manager di Manfred Mann e chiedergli di assistere i Lower Third. Pitt rifiutò, ma consigliò a David di cambiare nome per evitare di essere confuso con il Davy Jones che stava diventando celebre con i Monkees. Il 17 settembre 1965 il cantante annunciò al resto della band che da quel momento in poi si sarebbe chiamato David Bowie. In seguito raccontò di aver adottato quel nome per via dei coltelli da caccia Bowie (che hanno un "doppio taglio") e disse anche: «Volevo qualcosa che esprimesse un desiderio di tagliare corto con le bugie e tutto il resto».
(David Bowie, intervista su Musician, 1983)
Il secondo 45 giri di David con i Lower Third fu il risultato di due episodi che si verificarono alla fine del 1965: l'arrivo di un manager a tempo pieno come Ralph Horton, chiamato a sostituire Leslie Conn dopo l'insuccesso di You've Got a Habit of Leaving, e l'incontro con Tony Hatch, produttore della Pye Records che in seguito disse del cantante: «Il suo materiale era buono, anche se allora pensavo che scrivesse troppo a proposito dei "rifiuti" di Londra». Horton assicurò ai Lower Third una serie di concerti estivi, durante i quali la band cominciò a comportarsi come gli Who sfasciando gli strumenti alla fine delle esibizioni, ma rinunciò presto alla gestione del gruppo che si trovò senza un agente.
Il brano scelto per il nuovo singolo, Can't Help Thinking About Me, presenta elementi compositivi che più avanti sarebbero diventati familiari per David Bowie, come l'alienazione emotiva e una introversione esasperatamente egocentrica. Nel 1999 avrebbe descritto la canzone come «un bel pezzo di solipsismo». Per la prima volta il cantante rappresentava se stesso come un outsider, costretto a lasciare la sua casa e gli amici a causa di una sorta di crimine che ha infangato il nome della sua famiglia. Alcuni hanno visto in questo un riferimento alla recente scelta di adottare un nome d'arte, altri un'anticipazione dei futuri "flirt" con l'ambiguità sessuale, ma è probabile che Can't Help Thinking About Me rappresentasse semplicemente la sua esperienza di ragazzo di provincia che a 16 anni decide di trasferirsi nella Londra mod e delle esperienze che affronta.

### Il lato B
Per And I Say to Myself, piccolo pezzo piuttosto tranquillo e armonioso che vede il cantante impegnato a sbarazzarsi di una ragazza non più gradita, Bowie adottò una struttura di accordi, oltre al meccanismo "domanda-risposta", che rimandava a Wonderful World di Sam Cooke, anche se con uno stile vocale che richiamava più Marvin Gaye e i Righteous Brothers che proprio in quel periodo avevano lanciato un successo come Unchained Melody.

## Registrazione
Le registrazioni vennero effettuate il 25 novembre 1965 negli studi londinesi della Pye Records, durante una sessione che produsse anche Now You Have Met The London Boys, rielaborata e pubblicata nel dicembre 1966 come The London Boys.

## Uscita e accoglienza
Il 45 giri uscì nel Regno Unito il 14 gennaio 1966 e malgrado una recensione incoraggiante apparsa sul settimanale Record Retailer («Testo che vale la pena di ascoltare ma arrangiamento non particolarmente originale») si rivelò un insuccesso come quelli che lo avevano preceduto. L'interesse suscitato nella stampa fu però sufficiente a far guadagnare a David Bowie il 26 febbraio la sua prima intervista su Melody Maker, durante la quale dichiarò: «Diversi programmi riservati ai teenager più giovani non trasmetteranno Can't Help Thinking About Me, perché parla di andarsene da casa. Il brano racconta di diversi avvenimenti della vita di ogni teenager, e andarsene di casa è una cosa che succede sempre».
Nonostante le vendite molto scarse, secondo alcune fonti Ralph Horton riuscì comunque, dietro compenso, a collocare il 45 giri nella classifica proprio di Melody Maker così che Can't Help Thinking About Me entrò al 45º posto il 13 febbraio e raggiunse il 34º circa due settimane più tardi.
La pubblicazione fu preceduta da un party promozionale alla Victoria Tavern di Londra in cui il manager si preoccupò soprattutto di lanciare la carriera di Bowie come cantante solista. Il trattamento preferenziale rispetto a quello riservato agli altri membri della band portò ad una certa disarmonia che avrebbe di lì a poco segnato la fine dell'esperienza di David con i Lower Third. Il comunicato stampa ufficiale della Pye Records affermava inoltre che Horton aveva già ingaggiato il cantante per mettere "centinaia di canzoni" in un album in quello stesso anno. I nodi vennero al pettine il 29 gennaio al Bromel Club di Bromley, quando i Lower Third si rifiutarono di suonare dopo aver saputo che non sarebbero stati pagati. Il 4 marzo David eseguì Can't Help Thinking About Me nel programma Ready Steady Go! di ITV accompagnato da una nuova band, The Buzz.
A maggio il singolo fu pubblicato negli Stati Uniti dalla Warner Brothers con un comunicato stampa che riportava: «David Bowie dev'essere una delle star più talentuose sulla scena pop di oggi... Non solo il suo primo disco è arrivato al numero 34 nella hit parade, ma è anche una sua composizione». Così come in patria, il 45 giri si rivelò un insuccesso anche oltreoceano.

## Can't Help Thinking About Medal vivo
Nel 1999 Can't Help Thinking About Me ha fatto parte della scaletta dell'Hours Tour ed è stata eseguita dal vivo con un nuovo arrangiamento nel programma Storytellers di VH1 andato in onda il 25 agosto (in cui il cantante ha confessato che "My girl calls my name, hi Dave" fu uno dei versi peggiori che avesse mai scritto) e nella sessione BBC registrata il 25 ottobre per il Mark and Lard Show.

## Pubblicazioni successive
Sempre nel corso del 1966, Can't Help Thinking About Me fu inclusa nella compilation di artisti vari Hitmakers Volume 4, diventando di fatto la prima canzone di David Bowie ad essere pubblicata in un album.
Nel settembre 1972, intenzionata a sfruttare la crescente popolarità del cantante la Pye Records pubblicò di nuovo Can't Help Thinking About Me nel Regno Unito e in Spagna, stavolta con brani differenti come lato B (rispettivamente I'm Not Losing Sleep e I Dig Everything).
Entrambi i brani del 45 giri originale si trovano nell'EP Don't Be Fooled by the Name (1981, uscito in Italia come Early Bowie), nel box set I Dig Everything: The 1966 Pye Singles (1999) e nelle raccolte David Bowie: The Collection (1985), David Bowie 1966 (1987) e Early On (1964-1966) (1991).
Can't Help Thinking About Me si trova inoltre nell'EP For the Collector Early David Bowie (1972), in VH1 Storytellers (2009) e in Nothing Has Changed (2014).
Tra i bootleg che includono versioni live di Can't Help Thinking About Me tratte dall'Hours Tour ci sono French Affair, registrato a Parigi il 14 ottobre e trasmesso anche da Rai Radio 2 la vigilia di Natale, e After Hours, in cui è presente anche quella eseguita nella sessione BBC del 25 ottobre 1999.

## Cover
Can't Help Thinking About Me è stata oggetto di cover da parte dei The Great Imposters e dei Davy Jones' Mannish Ideals, rispettivamente negli album tributo Dollars in Drag: A Tribute to David Bowie del 1977 e Only Bowie del 1995. I Purple Hearts hanno incluso la loro versione del brano nell'album Beat That! del 1980.